# Powiat de Grójec
Le powiat de Grójec (polonais : powiat grójecki) est un powiat (district) de la voïvodie de Mazovie, dans le centre-est de la Pologne.
Elle est née le 1er janvier 1999, à la suite des réformes polonaises de gouvernement local passées en 1998.
Le siège administratif du powiat est la ville de Grójec, qui se trouve à 40 kilomètres au sud de Varsovie, capitale de la Pologne. Le powiat possède trois autres villes : Warka, située à 25 kilomètres à l'est de Grójec, Nowe Miasto nad Pilicą, à 34 kilomètres au sud-ouest de Grójec et Mogielnica à 22 kilomètres au sud-ouest de Grójec.
Le district couvre une superficie de 1 268,82 kilomètres carrés. En 2006, sa population totale est de 96 489 habitants, avec une population pour la ville de Grójec de 14 990 habitants, pour la ville de Warka de 11 028 habitants, pour la ville de Nowe Miasto nad Pilicą de 3 832 habitants, pour la ville de Mogielnica de 2 461 habitants et une population rurale de 64 178 habitants.

## Powiaty voisines
La Powiat de Grójec est bordée des powiaty de : 
- Grodzisk Mazowiecki et Piaseczno au nord ;
- Otwock au nord-est ;
- Garwolin et Kozienice à l'est ;
- Białobrzegi et Przysucha au sud ;
- Tomaszów Mazowiecki et Rawa à l'ouest ;
- Żyrardów au nord-ouest.

## Division administrative

Position des gminy dans la powiat.

Le powiat est divisé en dix gminy (communes) :
| Gmina                        | Type         | Superficie (km2) | Population (2006) | Siège                  |
| Gmina Grójec                 | urbain-rural | 120,6            | 23 140            | Grójec                 |
| Gmina Warka                  | urbain-rural | 201,1            | 18 896            | Warka                  |
| Gmina Chynów                 | rural        | 137,1            | 9 442             | Chynów                 |
| Gmina Mogielnica             | urbain-rural | 141,6            | 9 127             | Mogielnica             |
| Gmina Nowe Miasto nad Pilicą | urbain-rural | 158,5            | 8 280             | Nowe Miasto nad Pilicą |
| Gmina Błędów                 | rural        | 135,2            | 7 905             | Błędów                 |
| Gmina Belsk Duży             | rural        | 107,8            | 6 793             | Belsk Duży             |
| Gmina Jasieniec              | rural        | 107,8            | 5 366             | Jasieniec              |
| Gmina Pniewy                 | rural        | 102,1            | 4 597             | Pniewy                 |
| Gmina Goszczyn               | rural        | 57,0             | 2 943             | Goszczyn               |

## Démographie
Données du 31 décembre 2012 :
| description | Total  | Total | Femmes | Femmes | Hommes | Hommes |
| ----------- | ------ | ----- | ------ | ------ | ------ | ------ |
| Unité       | Nombre | %     | Nombre | %      | Nombre | %      |
| Population  | 97 037 | 100   | 49 221 | 50,72  | 47 816 | 49,28  |
| Urbain      | 33 164 | 34,18 | 17 281 | 17,81  | 15 883 | 16,37  |
| Rural       | 63 873 | 65,82 | 31 940 | 32,92  | 31 933 | 32,91  |

## Histoire
De 1975 à 1998, les différents gminy du powiat actuelle appartenaient administrativement à la Voïvodie de Varsovie et à la Voïvodie de Radom.
La Powiat de Grójec est créée le 1er janvier 1999, à la suite des réformes polonaises de gouvernement local passées en 1998 et est rattachée à la voïvodie de Mazovie.